# ドルメル
ドルメル (DOLMEL) は、「ガンダムシリーズ」に登場する架空の兵器。有人操縦式の人型機動兵器「モビルスーツ (MS)」のひとつ。初出は1994年リリースの対戦型格闘ゲーム『機動戦士ガンダム EX-REVUE（EX-REVUE）』。
作中の軍事勢力のひとつであるジオン公国軍の機体。『EX-REVUE』では最終ボスとして登場する。2018年サービス開始のゲーム『機動戦士ガンダム バトルオペレーション2（バトオペ2）』にも2023年より登場している。
本記事では、ほかの外伝作品に登場するバリエーション機や関連機体についても解説する。

## デザイン
メカニックデザインは大河原邦男。ゲームの開発当時バンプレストに在籍していた、『EX-REVUE』のプロデューサーである帆足剛彦（現：帆足タケヒコ）によるラフデザインを基に起こしている。カラーリングは1Pカラーがレッドとホワイト、2Pカラーがブルーとゴールド。
設定では全高が17.9メートルとされているが、ゲーム中では18.0メートルのRX-78-2 ガンダムより一回り大きく描かれている。

## 設定解説
一年戦争末期、ア・バオア・クーで極秘裏に開発されたといわれる機体。戦争終結後から14年後に地球連邦軍の情報局から公開された写真によりその存在が明らかにされている。同じくMS-19の型式番号を冠するほかの機体の存在も示唆されているものの（後述）、機体の存在が明らかになってから16年経った時点でも情報は乏しく、幻の機体として語り継がれているとされる。ア・バオア・クーでの決戦を見据えた高性能な機体となっている。

### 武装
マルチ・ランチャー（ビーム・サーベル兼ビーム・ガン）
両前腕部甲に装備。「マルチ・ランチャー」は『EX-REVUE』でビーム弾を放つ際の台詞による。普通の飛び道具であるが、連射性能は高い。また、両腕を交差して斬撃を放つコマンド技は『EX-REVUE』の後期版インストカードに「メガクラッシュ」という名称で記載されている。
『機動戦士ガンダム カタナ（ガンダム カタナ）』に登場した際はビームの発振器を取り外してマニピュレーターで保持し、ビーム・サーベルとして使用している。
ヒート・パイル
両肩に装備されたスパイク。黄色く発光させタックル攻撃をおこなう。
トゥ・ビーム
両足爪先に内蔵されている短いビームサーベル。常に起動しているわけではなく、キック攻撃を繰り出すごとに刀身が形成される。
『ガンダム カタナ』でスパーダ公が搭乗した際、この武装を用いて奥義「鋼脚烈風光」を繰り出している。
なお、『バトオペ2』では「胸部ミサイル・ポッド」が使用可能となっている。ほかに、「ショルダーミサイルポッド×2」を装備するとされるが詳細は不明。

### 作中での活躍
『EX-REVUE』では最終ボスとして登場し、宇宙世紀0079年12月31日のア・バオア・クー戦に新型MSとして投入され、プレイヤーキャラクターと戦うことになる。それに先駆け、3戦前後ごとにデモシーンが入り、その内容からパイロットのラムイコ・シュタインが本機の開発にも関わっていることがうかがえる。また、デモではドロス級空母から発進し、ア・バオア・クーに向かっている。最終戦で倒すことによりドルメルが敗北し、相手を称賛するデモシーンが挿入される。なお、プレイヤーキャラクターが本機の場合でも最終ボスは変わらず（本機対本機）、エンディングの内容は本機の性能で戦況を覆したというものになる。
宇宙世紀0084年を舞台とする漫画『機動戦士ガンダム カタナ』では、反地球連邦組織「シン・フェデラル」仕様機が登場。機体は青く（ゲームの2Pカラーに準じた配色で）塗装されている。同組織の首領・スパーダ公に扮したリチャード・グレイソンが搭乗し、彼がツルギ流居合いを体得しているために高い戦闘力を誇ることから、ユージ・アルカナのストライカー・カスタム、コテヅのフルアーマー・アレックスをも一蹴する。その後、リチャードへの強化人間手術にともない、機体もドルメル・ドゥーエとして改装される。

### 評価
チアソルのウェブメディア「電脳世界のひみつ基地」には、「一年戦争時の機体なのに、遠距離武器が少なすぎるのは問題」や「自分で使うと大して強くない」との旨で評されている。
メディア・ヴァーグのウェブメディア「マグミクス」には、ゲーム以外への登場が『カタナ』のみであることについて「重厚感があって好きなデザインであるが、設定的に他の作品に組み込みづらいのか、チート的な設定が問題なのか」との旨で評されている。

## ドルメル・ドゥーエ
DOLMEL DOUE
漫画『機動戦士ガンダム カタナ』に登場（型式番号：MS-19C）。
シン・フェデラル仕様のドルメルに、先の戦闘で手に入れたイットウ・ツルギ機のストライカー・カスタムに搭載されている精神感応AIシステム「妖刀」を移植し、改良された。
外見な変化は、頭部カメラアイがモノアイからツインアイに変更されている。

## その他の "MS-19"
外伝漫画では、本機以外にもMS-19の型式番号をもつMSが登場する。
カタール
漫画『アウターガンダム』に登場（型式番号：MS-19N）。
テレンス・リッツマン博士主導で戦術ステルス機として開発された試作MS。頭長高23.2m。宇宙空間での高い迷彩効果を狙ったマットブラックの塗装が施されているほか、内部熱処理装置を搭載することで光学・熱探知センサーによる探知の無効化と塗装によって機体に蓄積される熱の処理を可能としており、これらを用いた潜宙モードを取れる。また、パイロットの生存率向上を目的として、対ビーム装甲をはじめとする様々な技術が実装されている。
武装はビームブレード1基、ビーム砲を肩部に6基、口頭部に1基、バルカン砲を頭部に2門装備するほか、両腕部に装着された2基の攻撃システムを用いてオールレンジ攻撃を行うことも可能。
ニュータイプの少女エファ＝ガラドリアル准尉が搭乗した機体がソロモン防衛戦に投入され、ゼファーガンダムと交戦するも相打ちに近い形で撃破される。
ホークアイ
漫画『新MS戦記 機動戦士ガンダム短編集』に登場（MS-19E / AMS-119E）。
ネオ・ジオン軍が開発した偵察用MSで、サイコミュシステム高機動試験機にアイザックの探索システムが搭載されている。